# Josif Kazanxhi
Josif Kazanxhi (* 13. Juni 1943 in Tirana; † 9. November 2012 in Mailand) war ein albanischer Fußballspieler.

## Karriere

### Verein
Kazanxhi begann seine Laufbahn 1959 im Jugendverein von KS 17 Nëntori Tirana, heute KF Tirana. Sein Profidebüt gab er 1962 bei demselben Verein, bevor er im selben Jahr zum Armeeverein FK Partizani Tirana wechselte, wo er bis 1965 spielte. Anschließend kehrte er zu KF Tirana zurück und blieb dort bis zu seinem Karriereende 1972. Während seiner Zeit bei 17 Nëntori Tirana gewann er dreimal die albanische Meisterschaft.

### Nationalmannschaft
Sein Debüt für die albanische Nationalmannschaft gab Kazanxhi im April 1967 während eines EM-Qualifikationsspiels gegen Westdeutschland. Insgesamt absolvierte er drei Länderspiele für Albanien, ohne dabei ein Tor zu erzielen.